# Завод (фильм)
«Заво́д» — российский триллер режиссёра, сценариста и сопродюсера Юрия Быкова. Главные роли в фильме исполнили Денис Шведов, Андрей Смоляков и Владислав Абашин.
В широкий прокат фильм вышел 7 февраля 2019 года.

## Сюжет
Ранним утром на провинциальный завод идет одноглазый рабочий по кличке Седой, не желая ехать со своими коллегами на автобусе.
В тот же день владелец завода Калугин объявляет рабочим, что в связи с грядущим банкротством предприятия им осталось работать до конца месяца, а денег он им сейчас не выплатит, так как их нет. Седой, как выясняется, ветеран войны, подговаривает пятерых коллег (молодого Вовку, бывшего бандита Рябого, пожилого Казака, многодетного отца Пыжа и ничем не примечательного Терехова) похитить Калугина и потребовать за него большой выкуп. Первая часть плана удается: рабочие останавливают машину олигарха на дороге и после короткой схватки с охранником увозят Калугина на завод. Забаррикадировавшись в цехе, рабочие закрывают Калугина в подсобке и выдвигают требования.
По звонку Калугина отвезти деньги похитителям берётся глава личной охраны бизнесмена по кличке Туман. К заводу также подъезжают его вооруженные подчинённые и, неожиданно для всех участников событий, группа СОБРа во главе с капитаном Дадакиным. Противостояние затягивается, так как получившие деньги рабочие не хотят попасться в ловушку на выходе, а охрана и СОБР не намерены их просто отпускать. Седой требует прокуратуру и журналистов, стремясь предать дело широкой огласке. И хотя Туман выполняет эти требования, Седой понимает, что это ни к чему не приведёт, так как журналистов запугали, а прокуратура (как и начальник Дадакина) — «на зарплате» у Калугина. Разрастается конфликт внутри группы Седого, ускоренный намёками охраны Калугина о расправе над семьями некоторых рабочих, чему способствовал ранее покинувший цех Рябой.
Вовка, видя халат больной матери, который подкинул в цех Туман, пытается застрелить Седого, но лишь гибнет сам от ответного выстрела. В это время охрана Калугина предпринимает попытку штурма, убивая Казака и ранив Пыжа. Седой в одиночку отражает штурм, убив двух охранников и заставив остальных отступить. Туман возвращается с мешком денег, но Седой отказывается их взять. Туман понимает, что Седой сам вызвал СОБР, так как изначально хотел не деньги Калугина, а добиться от того признания в криминальной деятельности и упрятать его за решётку. Узнавшие о том, что были нужны лишь для захвата олигарха, Пыж и Терехов покидают цех, и Седой остается один на один с Калугиным.
В результате философского разговора с олигархом Седой приходит к выводу, что ему не удастся добиться своей цели, впрочем, как и отправка Калугина за решетку ничего бы не изменила ни в жизни Седого, ни в жизни других простых людей. Убить директора он не может, так как он принципиально отказывается быть таким же бандитом и убийцей, как Калугин, на крови своих жертв добывший завод в лихие 90-е. После того как Седой отпускает Калугина, СОБР идет на штурм. Туман, услышав от Калугина презрительное «Дурачок» в адрес Седого, безуспешно пытается остановить штурм, но Седой, стреляя вверх, провоцирует СОБР на огонь и гибнет. СОБР вызывает оперативную группу, а Калугин с выжившими охранниками собирается домой. Туман решает пойти пешком и уходит той же дорогой, по которой в начале фильма пришёл Седой.

## В ролях
| Актёр                | Роль                                  |
| -------------------- | ------------------------------------- |
| Владислав Абашин     | Антон (Туман)                         |
| Денис Шведов         | Алексей (Седой)                       |
| Андрей Смоляков      | олигарх Константин Дмитриевич Калугин |
| Александр Бухаров    | Виктор Терехов                        |
| Дмитрий Куличков     | Рябой                                 |
| Александр Воробьёв   | Пыж                                   |
| Иван Янковский       | Вовка                                 |
| Сергей Сосновский    | Казак                                 |
| Юрий Тарасов         | Весёлый                               |
| Алексей Комашко      | Седьмой                               |
| Кирилл Полухин       | Андреич                               |
| Алексей Фаддеев      | Пономарь                              |
| Илья Соколовский     | командир СОБРа капитан Дадакин        |
| Владислав Котлярский | прокурор                              |

## Съёмки
Во время съёмок на фоне критики сериала «Спящие» Юрий Быков объявил, что фильм «Завод» будет его последним.
Съёмки проходили осенью 2017 года на реальном заводе железобетонных конструкций в районе Сокольники (Москва), работу которого на время съёмок не приостанавливали.

## Оценки
Фильм получил средние оценки кинокритиков. Обозреватель InterMedia Денис Ступников писал: «Прихотливая конструкция вновь существует у Быкова по закону единства места, действия и времени, но упакована на сей раз в привлекательную для масс оболочку остросюжетного боевика. Не изменяя себе ни на йоту, режиссёр создал безупречный продукт на стыке авторского и массового кино без тошнотворных типажей „плохих“ и „хороших“ парней».
Социолог Борис Кагарлицкий, назвав фильм «странным гибридом советской производственной драмы и французского „нуара“», отметил, что «большая часть фильма это прямая демонстрация идеи Томаса Гоббса о „войне всех против всех“», а также что «фильм наглядно и убедительно иллюстрирует хорошо известный социологический тезис, что в атомизированном и разобщённом обществе никакая социальная или идейная борьба невозможна в принципе», но поскольку в нём «нет ни искупления, ни преодоления, нет даже намека на катарсис, то вместо трагедии получается унылая констатация безысходности». В целом Кагарлицкий приходит к следующему выводу: «Согласно Гоббсу, войну всех против всех может остановить лишь общественный договор. Итогом которого становится власть-Левиафан, отнимающая свободу, но гарантирующая безопасность. У героев Быкова нет ни безопасности, ни свободы, да и договориться они между собой ни о чём не в состоянии. Выход может прийти лишь извне, но и этого „внешнего“ фактора не видно даже на горизонте. В общем, всё безнадежно, остаётся лишь уныло куда-то ковылять по дороге, пересекающей бескрайнюю пустошь, где, похоже, даже и расти ничего не может. Не удивительно, что левым фильм не понравился. Он констатирует полную беспомощность и недееспособность как общества, так и составляющих его отдельных личностей. В значительной мере именно такой диагноз подтверждается тем, что мы ежедневно наблюдаем вокруг нас. […] Если мы хотим доказать Быкову, что он не прав, надо преодолеть социальную разобщённость не на экране кинофильма, а в реальной жизни».
По мнению Андрея Кончаловского, Быков в «Заводе» «всё уходит в сюжет, вместо того, чтобы заниматься главным, — смыслом жизни».
Фильм провалился в прокате, за что режиссёр Юрий Быков принёс публичные извинения.

## Фестивали и награды
- Гран-при XII кинофестиваля «Золотой Феникс» (2019)[12].